# Pleurothallis leucosepala
Pleurothallis leucosepala är en orkidéart som beskrevs av Johan Albert o Constantin Loefgren. Pleurothallis leucosepala ingår i släktet Pleurothallis och familjen orkidéer. Inga underarter finns listade i Catalogue of Life.